# Col de Larrieu
Le col de Larrieu est un col routier des Pyrénées françaises dans le département de la Haute-Garonne en région Occitanie.

## Géographie
Dans le terroir historique du Comminges et le massif d'Arbas, il est situé à la jonction des communes de Chein-Dessus et d'Estadens. Il se trouve à 708 mètres d'altitude mais est fréquemment indiqué à 704 mètres, et relie Arbas à Aspet.

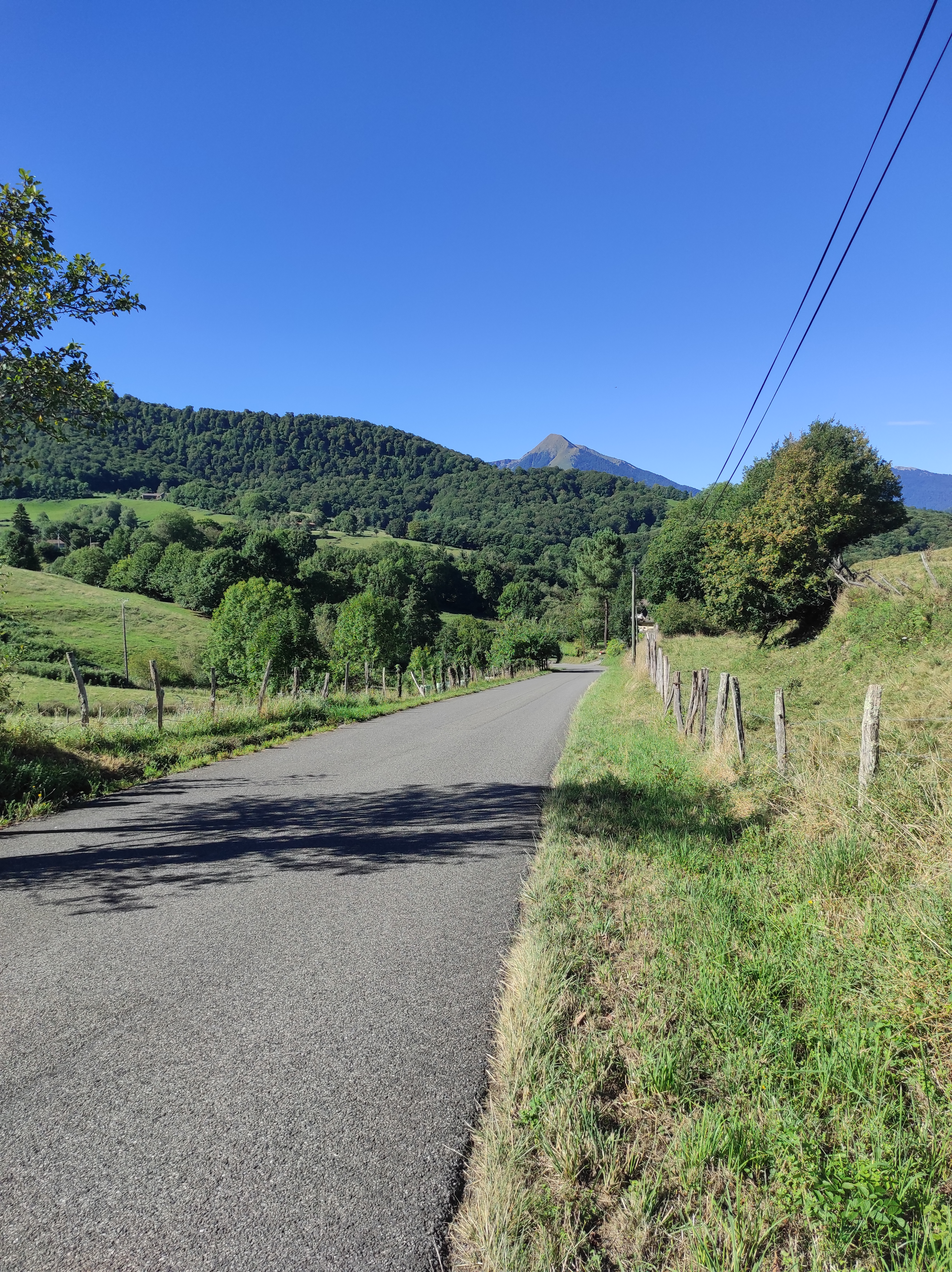
Le pic de Cagire surplombe la route du côté d'Aspet.
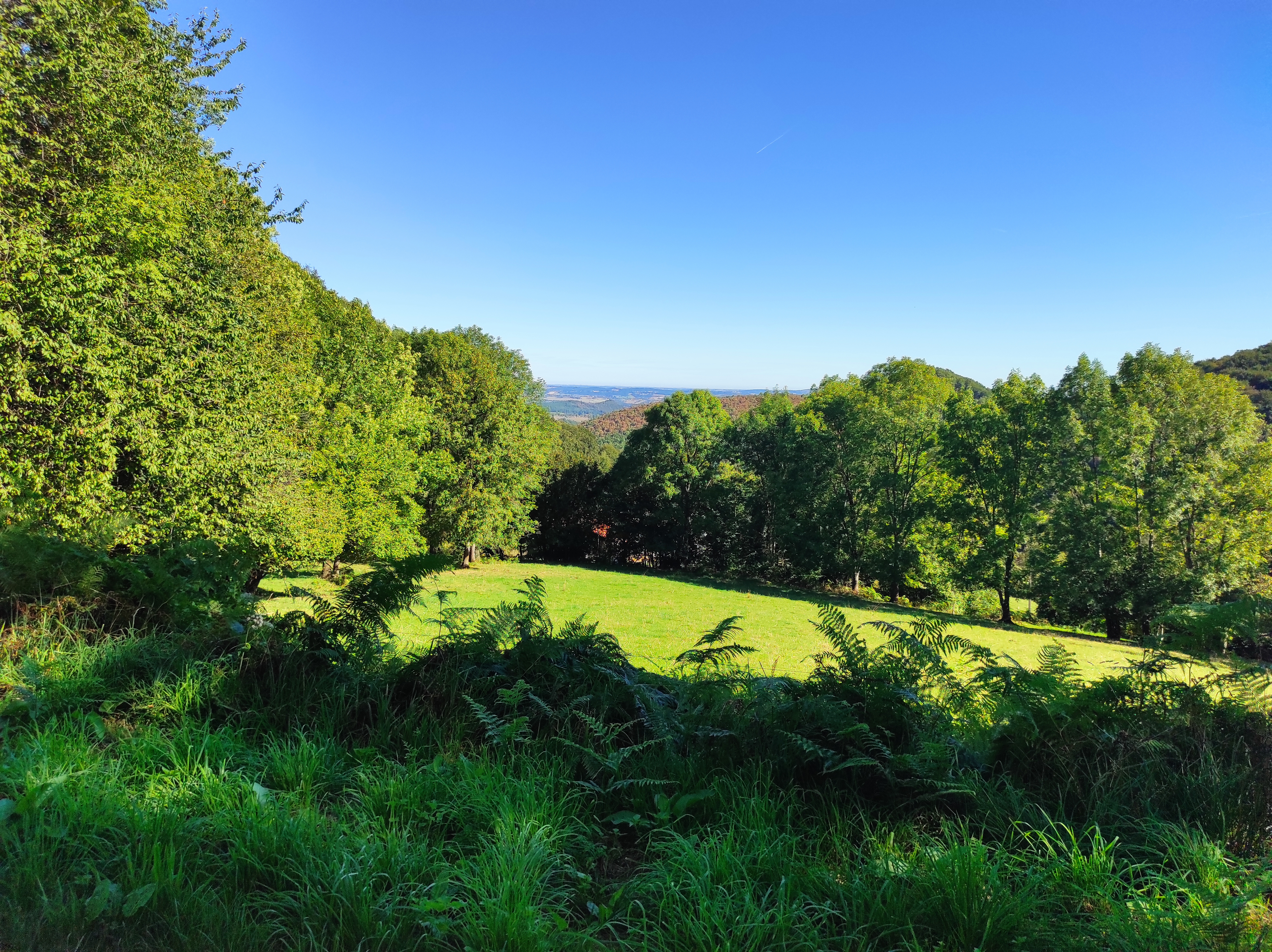
Vue vers la vallée de la Garonne.

## Histoire
En mars 2019, d'importants incendies dus à une pratique non maîtrisée de l'écobuage ont provoqué des dégâts importants en forêt et mobilisé d'importants moyens humains et matériels.

## Activités

### Cyclisme
Il constitue la première côte référencée en 3e catégorie au 50e km de la 11e étape du Tour de France 2008. Alexandre Botcharov le franchit en premier suivi par Pierrick Fédrigo.
Il est emprunté en 2e catégorie par la 3e étape de la Route d'Occitanie 2021 entre Pierrefitte-Nestalas et la station du Mourtis, puis lors de la 3e étape de la Route d'Occitanie 2023 entre Gimont et Nistos - Cap Nestès.
Des boucles VTT l'empruntent.

### Randonnée
Plusieurs randonnées pédestres faciles existent depuis le col, notamment vers le sud pour atteindre la cascade de Planque présentant plus de 100 m de chutes, située en forêt d'Arbas entre le sommet de la Husse et les rochers de Péne Blanque.